# Entre Rios do Oeste
Entre-Rios do Oeste es un municipio brasileño del estado de Paraná. Su población estimada en 2010 era de 3.894 habitantes.